# 蒙特费里
蒙特费里，是西班牙加泰罗尼亚塔拉戈纳省的一个市镇。总面积19平方公里，总人口159人（2001年），人口密度8人/平方公里。